# P1 (водно-моторный спорт)
P1 - название класса "морских" катеров, для которых проводится чемпионат Мира и чемпионат Европы.

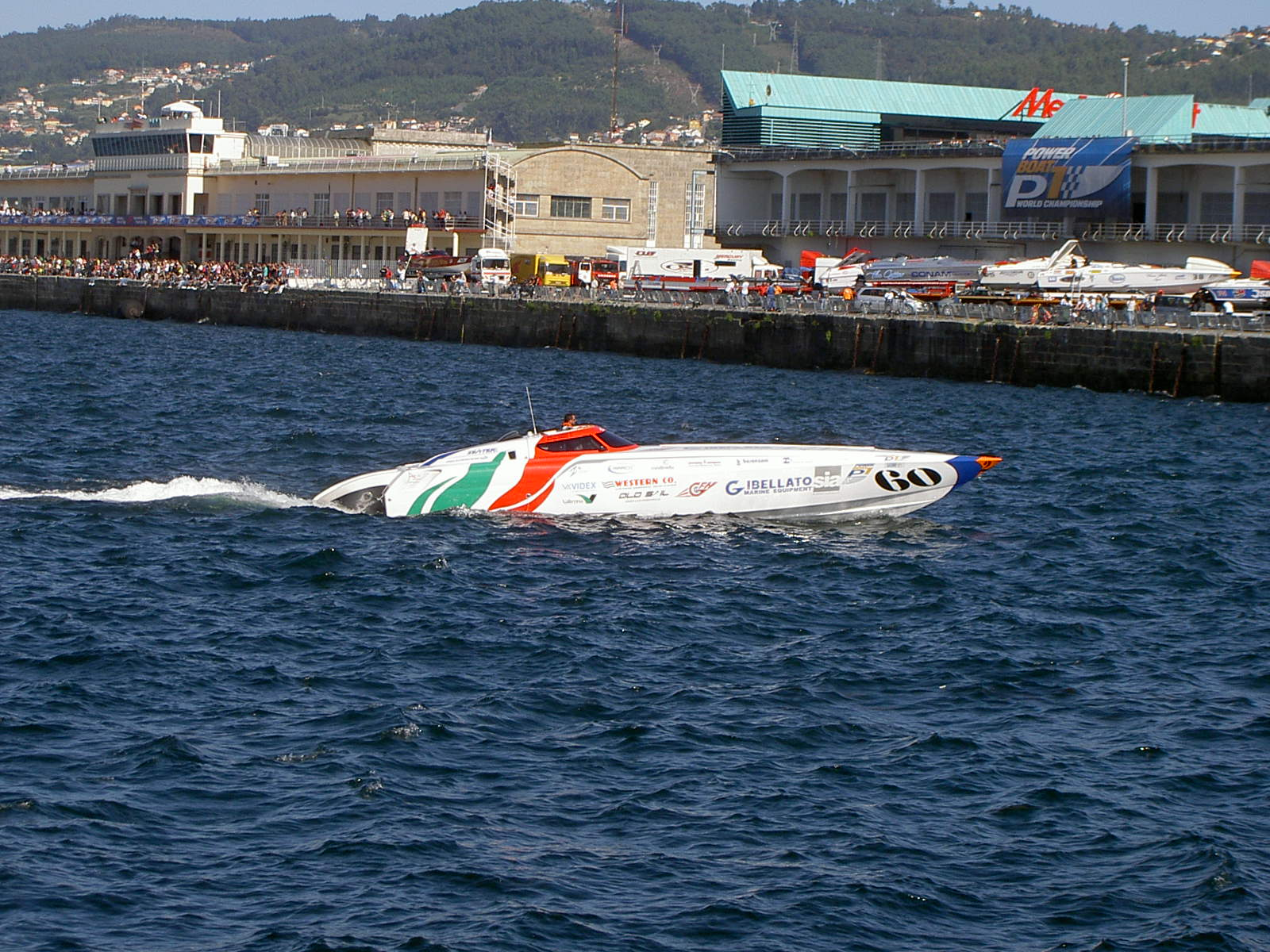
Катер Spirit of Spain

## История
Чемпионат был основан в 2003 г. и проводится под эгидой UIM. Если в первый год на старт лишь 5 лодок, то сейчас стартовое расширилось до более чем 2х десятков. В пользу P1 говорит то, что катера этого класса более приближены к серийным образцам чем катера Класса 1, стоят дешевле и больше используют серийные агрегаты, что в свою очередь привлекает производителей лодочного и судового оборудования.

## Техника
В отличие от катеров Класса 1 катера P1 имеют более традиционную конструкцию. Они осорпусные, с V-образными обводами, но двухмоторные. Класс Evolution объединяет более мощные катера развивающие до 87 узлов (160 км/ч), тогда как в классе SuperSport выступают серийные катера, имеющие открытый кокпит, их скорость не превышает 74 узлов (136 км/ч), причем скорость ограничена и её превышение штрафуется. Катера уравниваются по показателю удельной мощности, организаторы вынуждают желающих иметь более мощные моторы использовать более тяжелые корпуса. Команда приобретает готовые корпуса и двигатели. Экипаж катера должна состоять как минимум из двух человек - пилота, управляющего катером, и моториста (throttleman), управляющего моторами, иногда к ним добавляется ещё и штурман, хотя все катера стандартно оснащаются GPS.
Моторы могут быть как бензиновыми, так и дизельными. Действуют следующие ограничения на двигатели:
- Evolution
  - Турбодизели - 13 л. рабочего объема
  - Безнаддувные бензиновые - 11 л.
  - Компрессорные бензиновые - 9,13 л.
- SuperSport
  - Безнаддувные дизели - 8,4 л.
  - Турбодизели - 7,5 л.
  - Безнаддувные бензиновые - 8,3 л.

В целом мощность двигателей старшего класса может достигать 1000 л.с. на агрегат, тогда как в младшем - вдвое меньше. Организаторы стараются чтобы команды использовали одни и те же агрегаты как можно дольше - это предотвращает гонку расходов. Поэтому ресурс двигателей может достигать половины или даже всего сезона. На разных типах трасс преимущество имеют разные конфигурации корпус-мотор - тяжелые и мощные дизельные катера лучшего всего идут в открытом море на развитом волнении, тогда как закрытых бухтах лучше себя чувствуют легкие бензиновые катера, более манёвренные и приёмистые.

## Спорт
В ходе этапа команды участвуют в двух гонках - спринтерской (Rally) и основной (Endurance). Длина спринтерской составляет 50 морских миль (92 км), основной - 80 миль (147 км), на прохождение этих дистанций гонщики тратили соответственно около 40 и 60 минут, но с 2009 г. эти показатели сокращаются до 40 и 70 миль соответственно. Гонки проходят на замкнутой трассе, и в ходе гонки команды преодолевают её по нескольку раз, но наиболее далекие участки трассы находятся довольно далеко от берега и лодкам приходится преодолевать довольно серьёзное волнение - до 1,5-2 м. Оба класса участвуют одновременно.
Очковая система в 2007-2008 гг. была 8-местная - 100-80-60-50-40-30-20-10 очков. Кроме того, команды получали 10-очковые бонусы за каждую гонку пройденную без смены моторов в 2007 г., а в 2008 г. давались бонусы 50 очков за проведенную половину сезона без замены двигателя.

## См.также
- Класс 1 (водно-моторный спорт)